# A Tricolore Summer
A Tricolore Summer（ア・トリコロール・サマー）は2010年7月7日にリリースされた日本のポップ・ユニット、Peronicaのミニ・アルバムである。日本語表記は「トリコロール・サマー」。

## 解説
- アルバムタイトルは、A LONG VACATIONからのインスパイア。
- 夏がテーマの楽曲は収録されておらず、むしろ「組曲、真冬のヴァカンス」など、冬のイメージの方が強い。
- 1,200円という定価は、発売年である2010年のアナグラムであり、全く利潤目的ではない。
- アルバムジャケットはクラフトワークのアルバム「ツール・ド・フランス」のオマージュであり、エッフェル塔の代わりに東京タワーのモチーフを描くなど、全体的に古き良き日本のテイストで仕上げられている。参考にされたアートワークは、加藤和彦のヨーロッパ三部作。
- アナログレコードを意識して、前半の3曲をA面(女性ボーカルサイド)、続く3曲をB面(男性ボーカルサイド)扱いにしており、「ジェニーはご機嫌ななめ」はボーナス・トラック扱いである。メンバーはアナログレコードでの発売を熱望したが、予算の都合上実現しなかった。

## 収録曲
1. 瞑想ジュテーム
  - 作詞・作曲・編曲:寺尾伴内

YMOを思わせる80年代テクノサウンドと、ボーカルに薄くかかったAuto-tuneが特徴的なナンバー。寺尾伴内が阿修羅像にインスパイアされたと言うだけあり、お経や梵鐘のサンプリングや「南無阿弥陀仏」という歌詞が強い宗教色を感じさせるが、「Pom Pom蒸気」に登場する「シュラシュシュシュ」というコーラスを「阿修羅」の響きに合わせてさり気なく紛れ込ませたり、マリリン・モンローの台詞「マイ・ネーム・イズ・ロリータ」を引用したりするなど、遊び心も満載である。2コーラス目のブレイクでは雷鳴の音(とあるフランス映画からサンプリングしたとされる)に合わせ「私は貴方のもの」という意味のフランス語が登場するが、これは大滝詠一の「幸せな結末」に登場する“Baby, you are mine.”というフレーズに対する返答である。なお、終盤に登場するシンセ・ドラムは80年代に製造されたSIMMONSの実機を使用している。
2. ノンレムSwimming
  - 作詞:Peronica　作曲・編曲:寺尾伴内
3. Pyjama de Ojama!（パジャマでお邪魔）
  - 作詞:toyotty　作曲:寺尾伴内　編曲:山本俊
4. 組曲、真冬のヴァカンス
  - 作詞:Bannai-toyotty　作曲・編曲:寺尾伴内
5. 僕はムッシュー
  - 作詞:toyotty　作曲・編曲:寺尾伴内
6. とりころーる
  - 作詞:toyotty　作曲・編曲:寺尾伴内
7. ジェニーはご機嫌ななめ
  - 作詞:沖山優司　作曲:近田春夫　編曲:寺尾伴内、藤井孝一